# Mont Russell (Alaska)
Pour les articles homonymes, voir Russell.
Le mont Russell (en anglais : Mount Russell) est un sommet à la frontière du borough de Denali et du borough de Matanuska-Susitna, dans l'État américain de l'Alaska. Il culmine à 3 557 mètres d'altitude dans la chaîne d'Alaska. Il est protégé au sein des parc national et réserve de Denali et marque par ailleurs le coin sud-ouest de la Denali Wilderness.